# Pon Holdings
Pon Holdings B.V. (kurz Pon) ist ein international als Handels- und Servicegesellschaft mit unterschiedlichsten Aktivitäten tätiges niederländisches Familienunternehmen. Es zählt zu den größten Familienunternehmen der Niederlande und ist Obergesellschaft einer Unternehmensgruppe, deren Geschäft u. a. Import, Logistik, Marketing, Vertrieb, Service und Instandhaltung von Personenkraftwagen sowie Nutzfahrzeugen wie Baumaschinen, Lastkraftwagen und Omnibussen von Herstellern wie Volkswagen, MAN und Caterpillar umfasst, ferner Produkte für Straßenbau und Schifffahrt. Seit Anfang der 2010er expandiert Pon stark auf dem Fahrradmarkt, übernahm u. a. große Fahrradhersteller wie Derby Cycle und Gazelle und ist dadurch der größte europäische Fahrradhersteller.
2014 beschäftigte Pon über 12.000 Mitarbeiter an über 250 Standorten in 21 Ländern. 2021 war die Mitarbeiterzahl auf etwa 16.000 angewachsen.

## Geschichte
Die Pon Holdings B.V. wurde 1980 von Ben Pon junior gegründet. Die Unternehmensursprünge reichen zurück bis zur Gründung der Pon Handelsonderneming (‚Pon Handelsunternehmen‘) im Jahr 1895 durch dessen Großvater Mijndert Pon in Amersfoort, der dort ursprünglich mit Seife, Tabak und Nähmaschinen handelte. Er importierte und vertrieb ab 1900 auch Fahrräder von Opel und ab 1920 u. a. Automobile. 1931 machten die Söhne von Mijndert Pon, Ben Pon senior und Wijnand Pon, aus dem Ur-Unternehmen den Pon's Automobielhandel, der unter der Leitung von Ben Pon senior, dem Vater von Ben Pon junior, 1947 der erste Händler und Generalimporteur von Volkswagen außerhalb Deutschlands wurde.
Etwa 2012 begann Pon seine Aktivitäten in der Fahrradbranche mit der Übernahme von Gazelle. Im April 2017 wurde bekannt, dass die zwei großen niederländischen Fahrradhersteller Pon (Gazelle, Cervélo, Union) und Accell Group (Batavus, Sparta u. a.) eine Fusion planten. Damit wäre der größte Radhersteller der Welt entstanden. Die Unternehmen konnten sich jedoch nicht einigen und Accell lehnte das Gebot von Pon in Höhe von 845 Millionen Euro zur Übernahme ab.
Am 11. Oktober 2021 wurde bekanntgegeben, dass Pon die Sportartikelsparte von Dorel Industries mit den Fahrradmarken wie Cannondale, Schwinn, Mongoose, GT, Charge, Caloi, KidTrax übernimmt. Damit gehört Pon zu den weltgrößten Fahrradherstellern.
Im September 2022 übernahm Pon den Amsterdamer E-Bike-Hersteller Veloretti.
Im Geschäftsjahr 2023 machte der Pon-Gesamtkonzern einen Umsatz von über zehn Milliarden Euro. Der Umsatz im Fahrradbereich (einschließlich der Konzerntochter Kalkhoff, der Lastenradmarke Urban Arrow sowie den Leasing-Dienstleistern Lease a Bike und Businessbike) sank um etwa 100 Millionen Euro auf 2,3 Milliarden Euro. In Nordamerika sank der Umsatz deutlich.
Im Juli 2022 begann Pon.Bike in Mainz die Produktion von Fahrrädern der hochpreisigen Marken Santa Cruz (Mountainbikes) und Cervélo (Rennräder). Im November 2024 wurde bekannt, dass Pon diese Fabrik schließt und die Produktion nach Emstek verlagert. Dort montiert Pon Fahrräder der Marken Focus und Kalkhoff.
Ende 2024 verkündete der deutsche Zeppelin Konzern die Übernahme der Pepp Group BV, der Mutterholding des Geschäftes mit Caterpillar Equipment. Dadurch wird der Zeppelin neuer Vertriebspartner von Caterpillar-Produkten in den Niederlanden und Norwegen. Durch die Akquisition erhöht sich der Konzernumsatz der Zeppelin Gruppe von circa 4,0 Mrd. auf 5,1 Mrd. Des Weiteren stoßen weitere 2000 neue Mitarbeiter aus den Niederlanden, Norwegen, Frankreich, Belgien und Nigeria (Afrikaaktivität) zum Konzern.

## Fahrradmarken
- Derby Cycle: Cervélo, Focus, Gazelle, Kalkhoff, Kynast, Raleigh (GB), Rixe, Santa Cruz, Smart Urban Mobility (Urban Arrow), Union, Univega
- Dorel Sports (USA): Cannondale, GT Bicycles, Mongoose, Schwinn